# 世界柔術選手権
世界柔術選手権（せかいじゅうじゅつせんしゅけん、英: World Jiu-Jitsu Championship、葡: Campeonato Mundial de Jiu-Jitsu）は、国際ブラジリアン柔術連盟（IBJJF）が主催するブラジリアン柔術の世界選手権。ムンジアル（Mundials）という通称でも知られる。

## 概要
1996年に第1回が開催されて以降、毎年1回夏に開催されている。2006年まではブラジルで行われていたが、2007年に初めてアメリカ合衆国で開催された。

## 開催履歴
結果はいずれも男子アダルト黒帯の部のみを記載。

### 2019年
詳細は大会公式記録を参照。
| 階級             | 優勝                                     | 準優勝                                   | 三位                     | 三位                     |
| ---------------- | ---------------------------------------- | ---------------------------------------- | ------------------------ | ------------------------ |
| オープンクラス   | マーカス・アルメイダ                     | レアンドロ・ロ・ペレイラ・ド・ナシメント | フェリッペ・アンドリュー | キーナン・コーネリアス   |
| ウルトラヘビー   | マーカス・アルメイダ                     | ヒカルド・エヴァンゲリスタ               | フェリッペ・ベザーハ     | マックス・ジメネス       |
| スーパーヘビー   | ニコラス・メレガリ                       | モハメッド・アリ                         | ギレルメ・アウグスト     | ルイス・パンザ           |
| ヘビー           | レアンドロ・ロ・ペレイラ・ド・ナシメント | ディミトリス・ソウザ                     | フェルナンド・レイス     |                          |
| ミディアムヘビー | フェリッペ・ペナ                         | グスタボ・バチスタ                       | マテウス・ジニス         | ヘナート・カルドソ       |
| ミドル           | ガブリエル・アルジェス                   | イザッキ・バイエンセ                     | ジャイメ・カヌート       | マルコス・ティノコ       |
| ライト           | ルーカス・レプリ                         | ルーカス・バレンテ                       | ヘナート・カヌート       | ホドリゴ・フレイタス     |
| フェザー         | マテウス・ガブリエル                     | マーシオ・アンドレ                       | アイザック・ドーダライン | オズワルド・モイジーニョ |
| ライトフェザー   | ジョアオ・ミヤオ                         | パウロ・ミヤオ                           | イヤゴ・ジョルジ         | チアゴ・バホス           |
| ルースター       | マイキー・ムスメシ                       | ホドネイ・バルボーザ                     | ブルーノ・マルファシーニ | クレベル・ソウザ         |

### 2018年
詳細は大会公式記録を参照。
| 階級             | 優勝                                     | 準優勝                                   | 三位                             | 三位                             |
| ---------------- | ---------------------------------------- | ---------------------------------------- | -------------------------------- | -------------------------------- |
| オープンクラス   | レアンドロ・ロ・ペレイラ・ド・ナシメント | マーカス・アルメイダ                     | ニコラス・メレガリ               | ヴィトー・ウゴ                   |
| ウルトラヘビー   | マーカス・アルメイダ                     | ジョアオ・ガブリエル・ホシャ             | アジミウソン・ゴビ・ジュニオール | ヴィトー・オノリオ               |
| スーパーヘビー   | モハメッド・アリ                         | レアンドロ・ロ・ペレイラ・ド・ナシメント | マヌエル・ポンテス               | ニコラス・メレガリ               |
| ヘビー           | フェリッペ・ペナ                         | パトリック・ガウジオ                     | フェリッペ・レアンドロ           | キーナン・コーネリアス           |
| ミディアムヘビー | ルーカス・バルボーザ                     | グスタボ・バチスタ                       | ヘナート・カルドソ               | ウドソン・マテウス               |
| ミドル           | イザッキ・バイエンセ                     | トミー・ランガカー                       | ジャイメ・カヌート               | マルコス・ティノコ               |
| ライト           | ルーカス・レプリ                         | ヘナート・カヌート                       | エスペン・マティエッセン         | ヴィトー・エンリケ・オリヴェイラ |
| フェザー         | シェイン・ヒル・テイラー                 | レオナルド・サッジオーロ                 | マーシオ・アンドレ               | オズワルド・モイジーニョ         |
| ライトフェザー   | マイキー・ムスメシ                       | アリ・ファリアス                         | ジョアオ・ミヤオ                 | チアゴ・バホス                   |
| ルースター       | ブルーノ・マルファシーニ                 | ホドネイ・バルボーザ                     | イヤゴ・ガマ                     | 橋本知之                         |

### 2017年
詳細は大会公式記録を参照。
| 階級             | 優勝                     | 準優勝                                   | 三位                         | 三位                     |
| ---------------- | ------------------------ | ---------------------------------------- | ---------------------------- | ------------------------ |
| オープンクラス   | マーカス・アルメイダ     | レアンドロ・ロ・ペレイラ・ド・ナシメント | エルバース・サントス         | ルイス・パンザ           |
| ウルトラヘビー   | マーカス・アルメイダ     | グスタボ・ディアス                       | ジョアオ・ガブリエル・ホシャ | オタービオ・ソウザ       |
| スーパーヘビー   | エルバース・サントス     | ベルナルド・ファリア                     | ルイス・パンザ               | モハメッド・アリ         |
| ヘビー           | ニコラス・メレガリ       | レアンドロ・ロ・ペレイラ・ド・ナシメント | ディミトリス・ソウザ         | ギリェルメ・サントス     |
| ミディアムヘビー | アンドレ・ガウヴァオン   | パトリック・ガウジオ                     | フェリッペ・ペナ             | ホムロ・バッハウ         |
| ミドル           | ガブリエル・アルジェス   | マルコス・ティノコ                       | ジャイメ・カヌート           | オタービオ・ソウザ       |
| ライト           | ルーカス・レプリ         | ホベルト・サトシ・ソウザ                 | ジョニー・ロウレイロ         | ヤン・ルーカス           |
| フェザー         | フーベンス・シャーレス   | レオナルド・サッジオーロ                 | ジアニ・グリッポ             | シェイン・ヒル・テイラー |
| ライトフェザー   | マイキー・ムスメシ       | ジョアオ・ミヤオ                         | アリ・ファリアス             | ガブリエル・モラエス     |
| ルースター       | ブルーノ・マルファシーニ | カイオ・テハ                             | ルーカス・ピンネイロ         | 橋本知之                 |

### 2016年
詳細は大会公式記録を参照。
| 階級             | 優勝                                     | 準優勝                   | 三位                         | 三位                                     |
| ---------------- | ---------------------------------------- | ------------------------ | ---------------------------- | ---------------------------------------- |
| オープンクラス   | マーカス・アルメイダ                     | エルバース・サントス     | ベルナルド・ファリア         | レアンドロ・ロ・ペレイラ・ド・ナシメント |
| ウルトラヘビー   | マーカス・アルメイダ                     | ジェームス・プオポロ     | ジョアオ・ガブリエル・ホシャ | ヒカルド・エヴァンゲリスタ               |
| スーパーヘビー   | アレッシャンドレ・セコーニ               | ルイス・パンザ           | イゴール・シウバ             | ビトー・トレド                           |
| ヘビー           | アンドレ・ガウヴァオン                   | ジャクソン・ソウザ       | カッシオ・フランシス         | ギリェルメ・サントス                     |
| ミディアムヘビー | レアンドロ・ロ・ペレイラ・ド・ナシメント | ホムロ・バッハウ         | キーナン・コーネリアス       | パトリック・ガウジオ                     |
| ミドル           | オタービオ・ソウザ                       | ガブリエル・アルジェス   | ヴィトー・オリヴェイラ       | ヤゴ・デ・ソウザ                         |
| ライト           | ルーカス・レプリ                         | エドウィン・ナジミ       | ガブリエル・ロウロ           | ジョナサン・トーレス                     |
| フェザー         | ハファエル・メンデス                     | マーシオ・アンドレ       | オズワルド・ケイシーニョ     | フーベンス・シャーレス                   |
| ライトフェザー   | アリ・ファリアス                         | アイザック・ドーダライン | イヤゴ・ジョルジ・シウバ     | 加古拓渡                                 |
| ルースター       | ブルーノ・マルファシーニ                 | カイオ・テハ             | ジョアオ・ミヤオ             | チアゴ・バホス                           |

### 2015年
詳細は大会公式記録を参照。
| 階級             | 優勝                                     | 準優勝                       | 三位                                     | 三位                       |
| ---------------- | ---------------------------------------- | ---------------------------- | ---------------------------------------- | -------------------------- |
| オープンクラス   | ベルナルド・ファリア                     | アレクサンダー・トランス     | レアンドロ・ロ・ペレイラ・ド・ナシメント | ヒカルド・エヴァンゲリスタ |
| ウルトラヘビー   | ガブリエル・ルーカス                     | ヒカルド・エヴァンゲリスタ   | アブラハム・マルテ                       | アレクサンダー・トランス   |
| スーパーヘビー   | ベルナルド・ファリア                     | ジョアオ・ガブリエル・ホシャ | イゴール・シウバ                         | ユーリ・シモエス           |
| ヘビー           | シャンジ・ヒベイロ                       | ルーカス・レイチ             | ジャクソン・ソウザ                       | ティモシー・スプリッグス   |
| ミディアムヘビー | レアンドロ・ロ・ペレイラ・ド・ナシメント | ターシス・フンフェリー       | グスタボ・カンポス                       | ヘナート・カルドソ         |
| ミドル           | クラウディオ・カラザンス                 | ヴィトー・オリヴェイラ       | オタービオ・ソウザ                       | ビクトー・エスティマ       |
| ライト           | マイケル・ランギ                         | ルーカス・レプリ             | ジョナサン・トーレス                     | ガブリエル・ロウロ         |
| フェザー         | ハファエル・メンデス                     | フーベンス・シャーレス       | ジャンニ・グリッポ                       | マリオ・ヘイス             |
| ライトフェザー   | パウロ・ミヤオ                           | ダニエウ・ベレーザ           | チアゴ・バホス                           | キム・テハ                 |
| ルースター       | ブルーノ・マルファシーニ                 | ジョアオ・ミヤオ             | イヴァニエル・オリヴェイラ               | ハファエル・フレイタス     |

### 2014年
詳細は大会公式記録を参照。
| 階級             | 優勝                                     | 準優勝                   | 三位                       | 三位                         |
| ---------------- | ---------------------------------------- | ------------------------ | -------------------------- | ---------------------------- |
| オープンクラス   | マーカス・アルメイダ                     | ホドウフォ・ヴィエイラ   | ベルナルド・ファリア       | キーナン・コーネリアス       |
| ウルトラヘビー   | マーカス・アルメイダ                     | アレクサンダー・トランス | ヒカルド・エヴァンゲリスタ | チアゴ・ガイア               |
| スーパーヘビー   | ホドウフォ・ヴィエイラ                   | ベルナルド・ファリア     | レオナルド・ノゲイラ       | ユーリ・シモエス             |
| ヘビー           | アンドレ・ガウヴァオン                   | ディミトリス・ソウザ     | ニヴァルド・リマ           | ハファエル・ロバト・ジュニア |
| ミディアムヘビー | ホムロ・バッハウ                         | ムリーロ・サンタナ       | グスタボ・カンポス         | チアゴ・フォルテス           |
| ミドル           | レアンドロ・ロ・ペレイラ・ド・ナシメント | オタービオ・ソウザ       | アラン・ド・ナシメント     | ビクトー・エスティマ         |
| ライト           | ルーカス・レプリ                         | ジョナサン・トーレス     | マイケル・ランギ           | ホベルト・サトシ・ソウザ     |
| フェザー         | ハファエル・メンデス                     | フーベンス・シャーレス   | イザッキ・パイヴァ         | マリオ・ヘイス               |
| ライトフェザー   | ギリェルメ・メンデス                     | パウロ・ミヤオ           | カーロス・オランダ         | ガブリエル・モラエス         |
| ルースター       | ブルーノ・マルファシーニ                 | ジョアオ・ミヤオ         | イヴァニエル・オリヴェイラ | ジョルジ・エリアス           |

### 2013年
5月30日-6月2日、アメリカ合衆国・カリフォルニア州ロングビーチ、ロングビーチ・ピラミッド、詳細は大会公式記録を参照。
| 階級                      | 優勝                                     | 準優勝                       | 三位                       | 三位                         |
| ------------------------- | ---------------------------------------- | ---------------------------- | -------------------------- | ---------------------------- |
| オープンクラス[無差別]    | マーカス・アルメイダ                     | ホドウフォ・ヴィエイラ       | レオナルド・レイチ         | ベルナルド・ファリア         |
| ウルトラヘビー[+100.5kg]  | マーカス・アルメイダ                     | ホドリゴ・カバカ             | アブラハム・マルテ         | アレクサンダー・トランス     |
| スーパーヘビー[-100.5kg]  | ベルナルド・ファリア                     | ジョアン・ガブリエル・ロシャ | ルイス・パンサ             | ハファエル・ロバト・ジュニア |
| ヘビー[-94.3kg]           | ホドウフォ・ヴィエイラ                   | ルーカス・レイチ             | ニヴァルド・リマ           | シャンジ・ヒベイロ           |
| ミディアムヘビー[-88.3kg] | ホムロ・バッハウ                         | ブラウリオ・エスティマ       | グスタボ・カンポス         | アンドレ・ガウヴァオン       |
| ミドル[-82.3kg]           | オタービオ・ソウザ                       | クラウディオ・カラザンス     | ビクトー・エスティマ       | ヴィトー・オリヴェイラ       |
| ライト[-76.0kg]           | レアンドロ・ロ・ペレイラ・ド・ナシメント | マイケル・ランギ             | ホドリゴ・カポラル         | ルーカス・レプリ             |
| フェザー[-70.0kg]         | アウグスト・メンデス                     | ハファエル・メンデス         | マリオ・ヘイス             | フーベンス・シャーレス       |
| ライトフェザー[-64.0kg]   | ガブリエル・モラエス                     | アリ・ファリアス             | 佐々幸範                   | ダニエウ・ベレーザ           |
| ルースター[-57.0kg]       | カイオ・テハ                             | ブルーノ・マルファシーニ     | イヴァニエル・オリヴェイラ | フェリペ・コスタ             |

### 2012年
5月31日-6月3日、アメリカ合衆国・カリフォルニア州ロングビーチ、ロングビーチ・ピラミッド、詳細は大会公式記録を参照。
| 階級             | 優勝                                     | 準優勝                             | 三位                               | 三位                           |
| ---------------- | ---------------------------------------- | ---------------------------------- | ---------------------------------- | ------------------------------ |
| オープンクラス   | マーカス・アルメイダ                     | レオナルド・ノゲイラ               | アントニオ・カルロス・ジュニオール | ベルナルド・ファリア           |
| ウルトラヘビー   | マーカス・アルメイダ                     | レオナルド・レイチ                 | アレクサンダー・トランス           | マーシオ・クルーズ             |
| スーパーヘビー   | レオナルド・ノゲイラ                     | ベルナルド・ファリア               | アンドレ･アルベルト・カンポス      | フェリペ・メネゼス・ブエノ     |
| ヘビー           | ホドウフォ・ヴィエイラ                   | シャンジ・ヒベイロ                 | ホベルト・アランカール             | アレッシャンドレ・セコーニ     |
| ミディアムヘビー | ホムロ・バッハウ                         | ディオゴ・サンパイオ・アラウージョ | ハファエル・ロバト・ジュニア       | ホドリゴ・ピニェイロ           |
| ミドル           | オタービオ・ソウザ                       | クラウディオ・カラザンス           | ルーカス・レイチ                   | ビクトー・エスティマ           |
| ライト           | レアンドロ・ロ・ペレイラ・ド・ナシメント | ルーカス・レプリ                   | ホベルト・サトシ・ソウザ           | チアゴ・アラゴン・デ・アブレウ |
| フェザー         | ハファエル・メンデス                     | フーベンス・シャーレス             | マリオ・ヘイス                     | レオナルド・フェルナンデス     |
| ライトフェザー   | ギリェルメ・メンデス                     | ラーシオ・フェルナンデス           | アリ・ファリアス                   | パブロ・ダ・シルバ・サントス   |
| ルースター       | ブルーノ・マルファシーニ                 | カイオ・テハ                       | ハファエル・フレイタス             | フェリペ・コスタ               |

### 2011年
6月2日-5日、アメリカ合衆国・カリフォルニア州ロングビーチ、ロングビーチ・ピラミッド、詳細は大会公式記録を参照。
| 階級             | 優勝                     | 準優勝               | 三位                               | 三位                         |
| ---------------- | ------------------------ | -------------------- | ---------------------------------- | ---------------------------- |
| オープンクラス   | ホドウフォ・ヴィエイラ   | ベルナルド・ファリア | マーカス・アルメイダ               | アレッシャンドレ・セコーニ   |
| ウルトラヘビー   | アントニオ・ブラガ・ネト | ホドリゴ・カバカ     | マーシオ・クルーズ                 | ホベルト・アブレウ           |
| スーパーヘビー   | レオナルド・ノゲイラ     | マーカス・アルメイダ | アントニオ・ペイナド               | ジョアオ・アシス             |
| ヘビー           | ホドウフォ・ヴィエイラ   | ベルナルド・ファリア | アントニオ・カルロス・ジュニオール | ハファエル・ロバト・ジュニア |
| ミディアムヘビー | セルジオ・モラエス       | ホムロ・バッハウ     | エドゥアルド・サントロ             | ホジェル・モンサルベ         |
| ミドル           | マルセロ・ガッシア       | ルーカス・レイチ     | グスタボ・カンポス                 | クラーク・グレイシー         |
| ライト           | ギルバート・バーンズ     | クロン・グレイシー   | マイケル・ランギ                   | ジョナサン・トーレス         |
| フェザー         | ハファエル・メンデス     | アウグスト・メンデス | フーベンス・シャーレス             | マリオ・ヘイス               |
| ライトフェザー   | ギリェルメ・メンデス     | アリ・ファリアス     | サミール・シャントレ               | サミュエル・ブラガ           |
| ルースター       | ブルーノ・マルファシーニ | カイオ・テハ         | 本間祐輔                           | ジョセフ・マニュエル         |

### 2010年
6月3日-6日、アメリカ合衆国・カリフォルニア州ロングビーチ、ロングビーチ・ピラミッド、詳細は大会公式記録を参照。
| 階級             | 優勝                     | 準優勝                     | 三位                         | 三位                     |
| ---------------- | ------------------------ | -------------------------- | ---------------------------- | ------------------------ |
| オープンクラス   | ホジャー・グレイシー     | ホムロ・バッハウ           | ホドリゴ・カバカ             | シャンジ・ヒベイロ       |
| ウルトラヘビー   | ホドリゴ・カバカ         | ホベルト・アブレウ         | アントニオ・ペイナド         | アントニオ・ブラガ・ネト |
| スーパーヘビー   | ホジャー・グレイシー     | ヒカルド・アブレウ・ピント | ホベルト・アランカール       | ブルーノ・バストス       |
| ヘビー           | ベルナルド・ファリア     | シャンジ・ヒベイロ         | ハファエル・ロバト・ジュニア | アレッシャンドリ・ソウザ |
| ミディアムヘビー | ターシス・フンフェリー   | ホムロ・バッハウ           | エドゥアウド・テレス         | グスタボ・カンポス       |
| ミドル           | マルセロ・ガッシア       | クラウディオ・カラザンス   | カイロン・グレイシー         | セルジオ・モラエス       |
| ライト           | マイケル・ランギ         | セルソ・ヴィニシウス       | ルーカス・レプリ             | ギルバート・バーンズ     |
| フェザー         | ハファエル・メンデス     | フーベンス・シャーレス     | マリオ・ヘイス               | デニウソン・ピメンタ     |
| ライトフェザー   | パウロ・シウバ           | サミュエル・ブラガ         | ダニエウ・ベレーザ           | ラーシオ・フェルナンデス |
| ルースター       | ブルーノ・マルファシーニ | カイオ・テハ               | フェリペ・コスタ             | ハファエル・フレイタス   |

### 2009年
6月4日-7日、アメリカ合衆国・カリフォルニア州ロングビーチ、ロングビーチ・ピラミッド、詳細は大会公式記録を参照。
| 階級             | 優勝                     | 準優勝                   | 三位                       | 三位                         |
| ---------------- | ------------------------ | ------------------------ | -------------------------- | ---------------------------- |
| オープンクラス   | ホジャー・グレイシー     | ホムロ・バッハウ         | クラウディオ・カラザンス   | ガブリエル・ヴェラ           |
| ウルトラヘビー   | ガブリエル・ヴェラ       | ホドリゴ・カバカ         | マルシオ・コルレータ       | アンドレ・ジ・フレイタス     |
| スーパーヘビー   | ホジャー・グレイシー     | ヒカルド・ゴンザレス     | チアゴ・ガイア             | ベルナルド・ファリア         |
| ヘビー           | ブラウリオ・エスティマ   | アレッシャンドリ・ソウザ | アレッシャンドレ・セコーニ | ハファエル・ロバト・ジュニア |
| ミディアムヘビー | ホムロ・バッハウ         | ターシス・フンフェリー   | オタービオ・ソウザ         | ビクトー・エスティマ         |
| ミドル           | マルセロ・ガッシア       | セルジオ・モラエス       | ルーカス・レイチ           | アラン・ド・ナシメント       |
| ライト           | マイケル・ランギ         | ギルバート・バーンズ     | フィリペ・デラ・モニカ     | ハファエル・バルボーザ       |
| フェザー         | フーベンス・シャーレス   | ブルーノ・フラザト       | ハファエル・メンデス       | マリオ・ヘイス               |
| ライトフェザー   | ギリェルメ・メンデス     | 空位                     | カルロス・ヴィエイラ       | ダニエウ・ベレーザ           |
| ルースター       | ブルーノ・マルファシーニ | カイオ・テハ             | ベルナルド・ピテウ         | フェリペ・コスタ             |

### 2008年
6月5日-8日、アメリカ合衆国・カリフォルニア州ロングビーチ、ロングビーチ・ピラミッド、詳細は大会公式記録を参照。
| 階級             | 優勝                     | 準優勝                       | 三位                   | 三位                     |
| ---------------- | ------------------------ | ---------------------------- | ---------------------- | ------------------------ |
| オープンクラス   | シャンジ・ヒベイロ       | ホジャー・グレイシー         | アンドレ・ガウヴァオン | ガブリエル・ヴェラ       |
| ウルトラヘビー   | ホジャー・グレイシー     | レオナルド・レイチ           | ガブリエル・ヴェラ     | エドゥアルド・テレス     |
| スーパーヘビー   | アントニオ・ブラガ・ネト | ハファエル・ロバト・ジュニア | マルセル・フォルトゥナ | ホベルト・アブレウ       |
| ヘビー           | シャンジ・ヒベイロ       | アレッシャンドリ・ソウザ     | ターシス・フンフェリー | ホベルト・アランカール   |
| ミディアムヘビー | アンドレ・ガウヴァオン   | ブラウリオ・エスティマ       | ムリーロ・サンタナ     | マルセル・ロウザダ       |
| ミドル           | セルジオ・モラエス       | ビル・クーパー               | ビクトー・エスティマ   | オタービオ・ソウザ       |
| ライト           | セルソ・ヴィニシウス     | ルーカス・レプリ             | ジョナタス・グージェウ | マイケル・ランギ         |
| フェザー         | フーベンス・シャーレス   | ブルーノ・フラザト           | テオドロ・カナウ       | マリオ・ヘイス           |
| ライトフェザー   | サミュエル・ブラガ       | 吉岡大                       | ダニエウ・ベレーザ     | フィリペ・フレイタス     |
| ルースター       | カイオ・テハ             | 本間祐輔                     | フェリペ・コスタ       | ブルーノ・マルファシーニ |

### 2007年
8月23日-26日、アメリカ合衆国・カリフォルニア州ロングビーチ、ロングビーチ・ピラミッド、詳細は大会公式記録を参照。
| 階級(英語/ポルトガル語) キロ/ポンド                          | 優勝                         | 準優勝                     | 三位                 | 三位                       |
| ------------------------------------------------------------ | ---------------------------- | -------------------------- | -------------------- | -------------------------- |
| オープンクラス/アブソルート[無差別]級                        | ホジャー・グレイシー         | ホムロ・バッハウ           | シャンジ・ヒベイロ   | ロバート・ドリスデール     |
| ウルトラヘビー/ペサディシモ[+100.5kg/+221.0lbs(100.2kg)]級   | ハファエル・ロバト・ジュニア | ルイス・フェリペ・テオドロ | ホドリゴ・カヴァラ   | ヴィニシウス・マガリャエス |
| スーパーヘビー/スペルペサード[-100.5kg/-221.0lbs(100.2kg)]級 | ホジャー・グレイシー         | ロバート・ドリスデール     | ホドリゴ・メディロス | アントニオ・ブラガ・ネト   |
| ヘビー/ペサード[-94.3kg/-207.5lbs(94.1kg)]級                 | シャンジ・ヒベイロ           | ホベルト・アランカール     | フラビオ・アルメイダ | チアゴ・ガイア             |
| ミディアムヘビー/メイオペサード[-88.3kg/-194.5lbs(88.2kg)]級 | ホムロ・バッハウ             | サウロ・ヒベイロ           | ジョン・フィリペ     | ターシス・フンフェリー     |
| ミドル/メジオ[-82.3kg/-181.0lbs(82.1kg)]級                   | ルーカス・レイチ             | アンドレ・ガウヴァオン     | ムリーロ・サンタナ   | グスタボ・カンポス         |
| ライト/レーヴィ[-76.0kg/-167.5lbs(76.0kg)]級                 | ルーカス・レプリ             | ミシェル・マイア           | セルソ・ヴィニシウス | ハファエル・バルボーザ     |
| フェザー/ペナ[-70.0kg/-154.0lbs(69.9kg)]級                   | フーベンス・シャーレス       | マリオ・ヘイス             | ブルーノ・フラザト   | ジョナタス・グージェウ     |
| ライトフェザー/プルーマ[-64.0kg/-141.0lbs(64.0kg)]級         | ホブソン・モウラ             | サミュエル・クルーズ       | カーロス・オランダ   | ベルナルド・ピテウ         |
| ルースター/ガロ[-57.0kg/-126.5lbs(57.4kg)]級                 | ブルーノ・マルファシーニ     | 本間祐輔                   | 大賀幹夫             | アンドレ・ソアレス         |

### 2006年
7月26日-30日、ブラジル・リオデジャネイロ市、チジューカ・テニス・クルービ、詳細は大会公式記録を参照。
| 階級           | 優勝                       | 準優勝                     | 三位                       | 三位                       |
| -------------- | -------------------------- | -------------------------- | -------------------------- | -------------------------- |
| アブソルート   | シャンジ・ヒベイロ         | ホジャー・グレイシー       | ホベルト・アブレウ         | マルセロ・ガッシア         |
| ペサディシモ   | ガブリエル・ゴンザーガ     | レオナルド・レイチ         | ルイス・フェリペ・テオドロ | ルシオ・ホドリゲス         |
| スペルペサード | ホジャー・グレイシー       | ロバート・ドリスデール     | ホドリゴ・メディロス       | ホベルト・トッジィ         |
| ペサード       | シャンジ・ヒベイロ         | チアゴ・ガイア             | カルロス・エドゥアルド     | ホドリゴ・ピニェイロ       |
| メイオペサード | ブラウリオ・エスティマ     | デウソン・エレーノ         | ホムロ・バッハウ           | アレッシャンドリ・ダンタス |
| メジオ         | マルセロ・ガッシア         | アンドレ・ガウヴァオン     | ニーノ・シェンブリ         | ダニエル・モラエス         |
| レーヴィ       | セルソ・ヴィニシウス       | マリオ・ヘイス             | アドリアーノ・マルチンス   | クラウディオ・カラザンス   |
| ペナ           | フーベンス・シャーレス     | マーシオ・フェイトーザ     | レイナウド・ヒベイロ       | ブルーノ・フラザト         |
| プルーマ       | ビビアーノ・フェルナンデス | ベルナルド・ピテウ         | 吉岡大                     | カーロス・オランダ         |
| ガロ           | ダニエル・オテロ           | イヴァニエル・シウヴェイラ | フェリペ・コスタ           | サミュエル・ブラガ         |

### 2005年
7月28日-31日、ブラジル・リオデジャネイロ市、チジューカ・テニス・クルービ、詳細は大会公式記録を参照。
| 階級           | 優勝                         | 準優勝                 | 三位                   | 三位                   |
| -------------- | ---------------------------- | ---------------------- | ---------------------- | ---------------------- |
| アブソルート   | ホナウド・ジャカレイ         | ホジャー・グレイシー   | ブラウリオ・エスティマ | サウロ・ヒベイロ       |
| ペサディシモ   | フランシスコ・フェルナンデス | マーシオ・コウレタ     | ギレーム・ガジネリ     | アルトゥール・セザール |
| スペルペサード | ホジャー・グレイシー         | シャンジ・ヒベイロ     | フェルナンド・ポンテス | ホドリゴ・メディロス   |
| ペサード       | ロバート・ドリスデール       | フェルナンド・マルケス | ルシオ・ホドリゲス     | ファビオ・レオポルド   |
| メイオペサード | ホナウド・ジャカレイ         | ブラウリオ・エスティマ | デミアン・マイア       | アントニオ・セルジオ   |
| メジオ         | アンドレ・ガウヴァオン       | フェリペ・ペレス       | グットー・カンポス     | フラビオ・セラフィム   |
| レーヴィ       | セルソ・ヴィニシウス         | チアゴ・アウベス       | ハファエル・バルボーザ | フェリペ・ソウザ       |
| ペナ           | フレジソン・パイシャオン     | マリオ・ヘイス         | ブルーノ・フラザト     | フレジソン・アウベス   |
| プルーマ       | ビビアーノ・フェルナンデス   | カーロス・ヴィエイラ   | ルイス・ヴィセント     | カルロス・レモス       |
| ガロ           | サミュエル・ブラガ           | ガブリエル・モラエス   | フェリペ・コスタ       | チアゴ・ヴェイガ       |

### 2004年
7月22日-25日、ブラジル・リオデジャネイロ市、チジューカ・テニス・クルービ、詳細は大会公式記録を参照。
| 階級           | 優勝                       | 準優勝                     | 三位                         | 三位                       |
| -------------- | -------------------------- | -------------------------- | ---------------------------- | -------------------------- |
| アブソルート   | ホナウド・ジャカレイ       | ホジャー・グレイシー       | シャンジ・ヒベイロ           | マルセロ・ガッシア         |
| ペサディシモ   | ファブリシオ・ヴェウドゥム | フェルナンド・テレレ       | マルコ・ヴィエイラ           | ファビアーノ・シェルネール |
| スペルペサード | ホジャー・グレイシー       | ホドリゴ・メディロス       | ホベルト・トッジィ           | アルトゥール・セザール     |
| ペサード       | シャンジ・ヒベイロ         | ジェファーソン・モウラ     | ロバート・ドリスデール       | ルシオ・ホドリゲス         |
| メイオペサード | ブラウリオ・エスティマ     | ホナウド・ジャカレイ       | デウソン・エレーノ           | マルセロ・アゼベド         |
| メジオ         | マルセロ・ガッシア         | カシオ・ヴェルネック       | フラビオ・セラフィム         | フェリペ・シマォン         |
| レーヴィ       | ダニエル・モラエス         | ホベルト・マガリャエス     | アレッシャンドリ・コンセイロ | ブルーノ・デ・ポウラ       |
| ペナ           | マリオ・ヘイス             | フレジソン・パイシャオン   | グスタボ・ファルシローリ     | シセロ・コスタ             |
| プルーマ       | フェルナンド・ヴィエイラ   | ビビアーノ・フェルナンデス | ホブソン・メディロス         | カーロス・オランダ         |
| ガロ           | ガブリエル・モラエス       | ジェレミアス・マイア       | フェリペ・コスタ             | マーカス・ノラト           |

### 2003年
7月19日-27日、ブラジル・リオデジャネイロ市、チジューカ・テニス・クルービ、詳細は大会公式記録を参照。
| 階級           | 優勝                       | 準優勝                   | 三位                       | 三位                       |
| -------------- | -------------------------- | ------------------------ | -------------------------- | -------------------------- |
| アブソルート   | マーシオ・クルーズ         | ホジャー・グレイシー     | アレッシャンドリ・ダンタス | ファブリシオ・ヴェウドゥム |
| ペサディシモ   | ファブリシオ・ヴェウドゥム | レオナルド・レイチ       | アドリアーノ・カモレジ     | マーシオ・コウレタ         |
| スペルペサード | エリック・ヴァンダレイ     | ホベルト・トッジィ       | ファビオ・レオポルド       | ペドロ・ガイーザ           |
| ペサード       | ジェフェルソン・モウラ     | ホジャー・コエーリョ     | ホドリゴ・メディロス       | ウゴ・カリオーヌ           |
| メイオペサード | カシオ・ヴェルネック       | マルセル・ロウザダ       | ホドリゴ・ピニェイロ       | ファビオ・ナシメント       |
| メジオ         | フェルナンド・テレレ       | マルセロ・ガッシア       | エドゥアルド・サントロ     | マルセロ・ブリトー         |
| レーヴィ       | ダニエル・モラエス         | マーシオ・フェイトーザ   | マルコス・パチェコ         | ブルーノ・デ・ポウラ       |
| ペナ           | マリオ・ヘイス             | アレッシャンドリ・ソッカ | フレジソン・パイシャオン   | ヘイナウド・ヒベイロ       |
| プルーマ       | ビビアーノ・フェルナンデス | カーロス・レモス         | ホベルト・マツモト         | ハファエル・プリモ         |
| ガロ           | フェリペ・コスタ           | ダニエウ・モレノ         | アンドレ・ソアレス         | エドゥアルド・ラモス       |

### 2002年
2002年、ブラジル・リオデジャネイロ市、チジューカ・テニス・クルービ、詳細は大会公式記録を参照。
| 階級           | 優勝                     | 準優勝                     | 三位                     | 三位                             |
| -------------- | ------------------------ | -------------------------- | ------------------------ | -------------------------------- |
| アブソルート   | マーシオ・クルーズ       | サウロ・ヒベイロ           | シャンジ・ヒベイロ       | ガブリエル・ゴンザーガ           |
| ペサディシモ   | マーシオ・クルーズ       | ルイス・ギリェルメ         | フェリーペ・ペデネイラス | フィリーペ・リーラ               |
| スペルペサード | ガブリエル・ヴェラ       | アレッシャンドリ・ダンタス | ホベルト・トッジィ       | マウロ・サントス                 |
| ペサード       | ファビオ・レオポルド     | ジェフェルソン・モウラ     | ホベルト・ゴドイ         | グスタヴォ・ムッギアティ         |
| メイオペサード | サウロ・ヒベイロ         | エリック・ヴァンダレイ     | マルセウ・ルザード       | ジヴァニウド・サンターナ         |
| メジオ         | デウソン・エレーノ       | ブルーノ・フェルナンデス   | ブリーノ・アンジェロ     | マルセロ・エドゥアルド・ブリート |
| レーヴィ       | マーシオ・フェイトーザ   | マルセロ・プーポ           | ヘナート・ミグリァッシオ | アルバート・クレイン             |
| ペナ           | フレジソン・パイシャオン | アンデルソン・ベゼッハ     | ヒカルド・デラヒーバ     | アレッシャンドリ・ソッカ         |
| プルーマ       | カーロス・レモス         | アンドレ・ソアレス         | レオナルド・シャビエル   | ウェリントン・ディアス           |
| ガロ           | マルコス・ノラト         | マルコス・オリヴェイラ     | タケオ・タニ             | ホアン・マーシオ・ポンテス       |

### 2001年
2001年、ブラジル・リオデジャネイロ市、チジューカ・テニス・クルービ、詳細は大会公式記録を参照。
| 階級           | 優勝                     | 準優勝               | 三位                     | 三位                       |
| -------------- | ------------------------ | -------------------- | ------------------------ | -------------------------- |
| アブソルート   | フェルナンド・ポンテス   | サウロ・ヒベイロ     | マーシオ・クルーズ       | ホドリゴ・メディロス       |
| ペサディシモ   | マーシオ・コウレタ       | ガース・テイラー     | アドリアーノ・マシエウ   | マーシオ・クルーズ         |
| スペルペサード | フェルナンド・マルケス   | ダニエル・グレイシー | レオナルド・リマ         | ホベルト・トッジィ         |
| ペサード       | ファビオ・グージェウ     | ホドリゴ・メディロス | ファビオ・レオポルド     | ジェフェルソン・モウラ     |
| メイオペサード | フェルナンド・ポンテス   | サウロ・ヒベイロ     | ホベルト・コヘア         | フラビオ・アルメイダ       |
| メジオ         | ヴィトール・ヒベイロ     | フェルナンド・テレレ | ブルーノ・セヴェリアーノ | ブルーノ・フェルナンデス   |
| レーヴィ       | マーシオ・フェイトーザ   | レオナルド・サントス | グスタボ・コヘア         | アントニオ・フェイジャオン |
| ペナ           | フレジソン・パイシャオン | フレジソン・アウベス | アレッシャンドリ・ソッカ | マルコス・バルボーザ       |
| プルーマ       | ヒカルド・ヴィエイラ     | ダニエウ・ベレーザ   | ホブソン・モウラ         | ウェリントン・ディアス     |
| ガロ           | ベルナルド・ピテウ       | アリソン・メロ       | マルコス・オリヴェイラ   | ハウフ・ピレス             |

### 2000年
2000年、ブラジル・リオデジャネイロ市、チジューカ・テニス・クルービ、詳細は大会公式記録を参照。
| 階級           | 優勝                   | 準優勝                   | 三位                       | 三位                   |
| -------------- | ---------------------- | ------------------------ | -------------------------- | ---------------------- |
| アブソルート   | ホドリゴ・メディロス   | フェルナンド・ポンテス   | レオナルド・レイチ         | マリオ・スペーヒー     |
| ペサディシモ   | レオナルド・レイチ     | アンドレ・フェルナンデス | マリオ・マッコール         | アンドレ・メンデス     |
| スペルペサード | サウロ・ヒベイロ       | ダニエル・グレイシー     | ガブリエル・ゴンザーガ     | ヘナート・フェーロ     |
| ペサード       | ファビオ・グージェウ   | ヒカルド・アローナ       | ホドリゴ・メディロス       | ホベルト・ゴドイ       |
| メイオペサード | ホベルト・マガリャエス | フェルナンド・ポンテス   | エドゥアルド・コンセイソン | フラビオ・アルメイダ   |
| メジオ         | フェルナンド・テレレ   | ニーノ・シェンブリ       | ペドロ・デュアルチ         | フェルナンド・マルケス |
| レーヴィ       | ヴィトール・ヒベイロ   | マーシオ・フェイトーザ   | レオナルド・サントス       | レオナルド・ヴィエイラ |
| ペナ           | BJ・ペン               | エジソン・ジニス         | フレジソン・アウベス       | マルコス・バルボーザ   |
| プルーマ       | ホブソン・モウラ       | マルコス・ダ・マッタ     | ブルーノ・シメネス         | レオナルド・シャビエル |
| ガロ           | オマール・サウム       | マルセロ・ペレイラ       | ジョン・マルシオ           | パブロ・イアン         |

### 1999年
1999年、ブラジル・リオデジャネイロ市、チジューカ・テニス・クルービ、詳細は大会公式記録を参照。
| 階級           | 優勝                       | 準優勝                 | 三位                           | 三位                   |
| -------------- | -------------------------- | ---------------------- | ------------------------------ | ---------------------- |
| アブソルート   | ホドリゴ・メディロス       | ホベルト・マガリャエス | アントニオ・ホドリゴ・ノゲイラ | マリオ・スペーヒー     |
| ペサディシモ   | ホベルト・トラヴェン       | カステロ・ブランコ     | アンドレ・メンデス             | マリオ・マッコール     |
| スペルペサード | レオナルド・レイチ         | マリオ・スペーヒー     | クラウディオ・モレノ           | ダニエル・グレイシー   |
| ペサード       | ムリーロ・ブスタマンチ     | パウロ・フィリオ       | ファビオ・グージェウ           | レオ・ダーラ           |
| メイオペサード | サウロ・ヒベイロ           | ホベルト・マガリャエス | ゼ・マルセロ                   | アマウリ・ビテッチ     |
| メジオ         | アレッシャンドリ・パイヴァ | ホベルト・アターラ     | アロウド・ヴィトリアーノ       | スーヤン・ケイロス     |
| レーヴィ       | ヴィトール・ヒベイロ       | マーシオ・フェイトーザ | ヘナート・バヘット             | ウェリントン・ディアス |
| ペナ           | ホイラー・グレイシー       | レオナルド・ヴィエイラ | ヴィニシウス・マガリャエス     | マルコス・バルボーザ   |
| プルーマ       | ホブソン・モウラ           | ヴィニシウス・クルーズ | ブルーノ・シメネス             | パウロ・セルジオ       |
| ガロ           | オマール・サウム           | ハウフ・ピレス         | セルジオ・トーレス             | パブロ・イアン         |

### 1998年
1998年、ブラジル・リオデジャネイロ市、チジューカ・テニス・クルービ、詳細は大会公式記録を参照。
| 階級           | 優勝                             | 準優勝                     | 三位                     | 三位                     |
| -------------- | -------------------------------- | -------------------------- | ------------------------ | ------------------------ |
| アブソルート   | マリオ・スペーヒー               | ホベルト・マガリャエス     | ムリーロ・ブスタマンチ   | デビッド・メイヤー       |
| ペサディシモ   | ホベルト・トラヴェン             | ジョン・マチャド           | オターヴィオ・デュアルチ | ルイス・ギリェルミ       |
| スペルペサード | ホベルト・マガリャエス           | ダニエル・グレイシー       | レオ・ダーラ             | ヘナート・フェーロ       |
| ペサード       | サウロ・ヒベイロ                 | ファビオ・グージェウ       | ムリーロ・ブスタマンチ   | ブルーノ・セヴェリアーノ |
| メイオペサード | ハファエル・コヘア               | ニーノ・シェンブリ         | ヒナウド・サントス       | フェルナンド・グージェウ |
| メジオ         | フェルナンド・ヴァスコンセーロス | ゼ・マルセロ               | アンドレ・カンディード   | ギリェルミ・サントス     |
| レーヴィ       | レオナルド・ヴィエイラ           | マーシオ・フェイトーザ     | マウリシオ・マリアーノ   | フェリペ・コスタ         |
| ペナ           | ホイラー・グレイシー             | ヴィニシウス・マガリャエス | ジョン・ホーキ           | ヴァグネイ・ファビアーノ |
| プルーマ       | ホブソン・モウラ                 | フレジソン・アウベス       | ルイス・ヘナート         | イヴァニウソン・シウバ   |
| ガロ           | マルセロ・フェレイラ             | マーシオ・ガウヴァオン     | ルイス・セルジオ         |                          |

### 1997年
1997年、ブラジル・リオデジャネイロ市、チジューカ・テニス・クルービ、詳細は大会公式記録を参照。
| 階級           | 優勝                   | 準優勝                   | 三位                     | 三位                       |
| -------------- | ---------------------- | ------------------------ | ------------------------ | -------------------------- |
| アブソルート   | アマウリ・ビテッチ     | ファビオ・グージェウ     | ホイラー・グレイシー     | マリオ・スペーヒー         |
| ペサディシモ   | ルイス・ギリェルミ     | アルトゥール・イニャッハ | エドゥアルド・ホシャ     |                            |
| スペルペサード | マリオ・スペーヒー     | ルイス・ホベルト         | パウロ・テオドロ         | カルロス・ペドロ           |
| ペサード       | ファビオ・グージェウ   | ダニエル・グレイシー     | ヒカルド・エリオット     | ホベルト・ゴドイ           |
| メイオペサード | ホベルト・マガリャエス | ホベルト・コヘア         | アンデルソン・シャビエル | ホベルト・ダ・シウバ       |
| メジオ         | サウロ・ヒベイロ       | ニーノ・シェンブリ       | ホニー・ホスティコ       | アレッシャンドリ・パイヴァ |
| レーヴィ       | マーシオ・フェイトーザ | レオナルド・ヴィエイラ   | ヘナート・バヘット       | ヘナート・ヴェリッシモ     |
| ペナ           | ホイラー・グレイシー   | ヴィトール・ヒベイロ     | マーカス・アウレリオ     | アレッシャンドリ・ソッカ   |
| プルーマ       | ジョン・ホーキ         | イヴァニウソン・シウバ   | ダニエウ・ヘゴ           |                            |
| ガロ           | ホブソン・モウラ       | マーシオ・ガウヴァオン   | アルマンデ・コンデ       |                            |

### 1996年
1996年、ブラジル・リオデジャネイロ市、チジューカ・テニス・クルービ、詳細は大会公式記録を参照。
| 階級                   | 優勝                   | 準優勝                       | 三位 | 三位 |
| ---------------------- | ---------------------- | ---------------------------- | ---- | ---- |
| アブソルート[無差別級] | アマウリ・ビテッチ     | ヒカルド・リボーリオ         |      |      |
| ペサディシモ[+97kg]    | マリオ・スペーヒー     | ホベルト・トラヴェン         |      |      |
| スペルペサード[-97kg]  | ヒカルド・リボーリオ   | カステロ・ブランコ           |      |      |
| ペサード[-91kg]        | ファビオ・グージェウ   | ムリーロ・ブスタマンチ       |      |      |
| メイオペサード[-85kg]  | ホベルト・マガリャエス | ルイス・ホベルト・デュアルチ |      |      |
| メジオ[-79kg]          | ホベルト・コヘア       | エドゥアルド・コンセイソン   |      |      |
| レーヴィ[-73kg]        | パウロ・バッホソ       | ヘナート・バヘット           |      |      |
| ペナ[-67kg]            | ホイラー・グレイシー   | パウロ・ブランドン           |      |      |
| プルーマ[-61kg]        | エリオ・モレイラ       | ウェリントン・ディアス       |      |      |
| ガロ[-55kg]            | マルコ・バヘット       | ニコス・バウゼティス         |      |      |